# Paul Knobbe
Paul Knobbe (* 2. Januar 1867 in Ayssehnen, Memelland; † 4. April 1956 in Essen) war ein deutscher Architekt.

## Leben

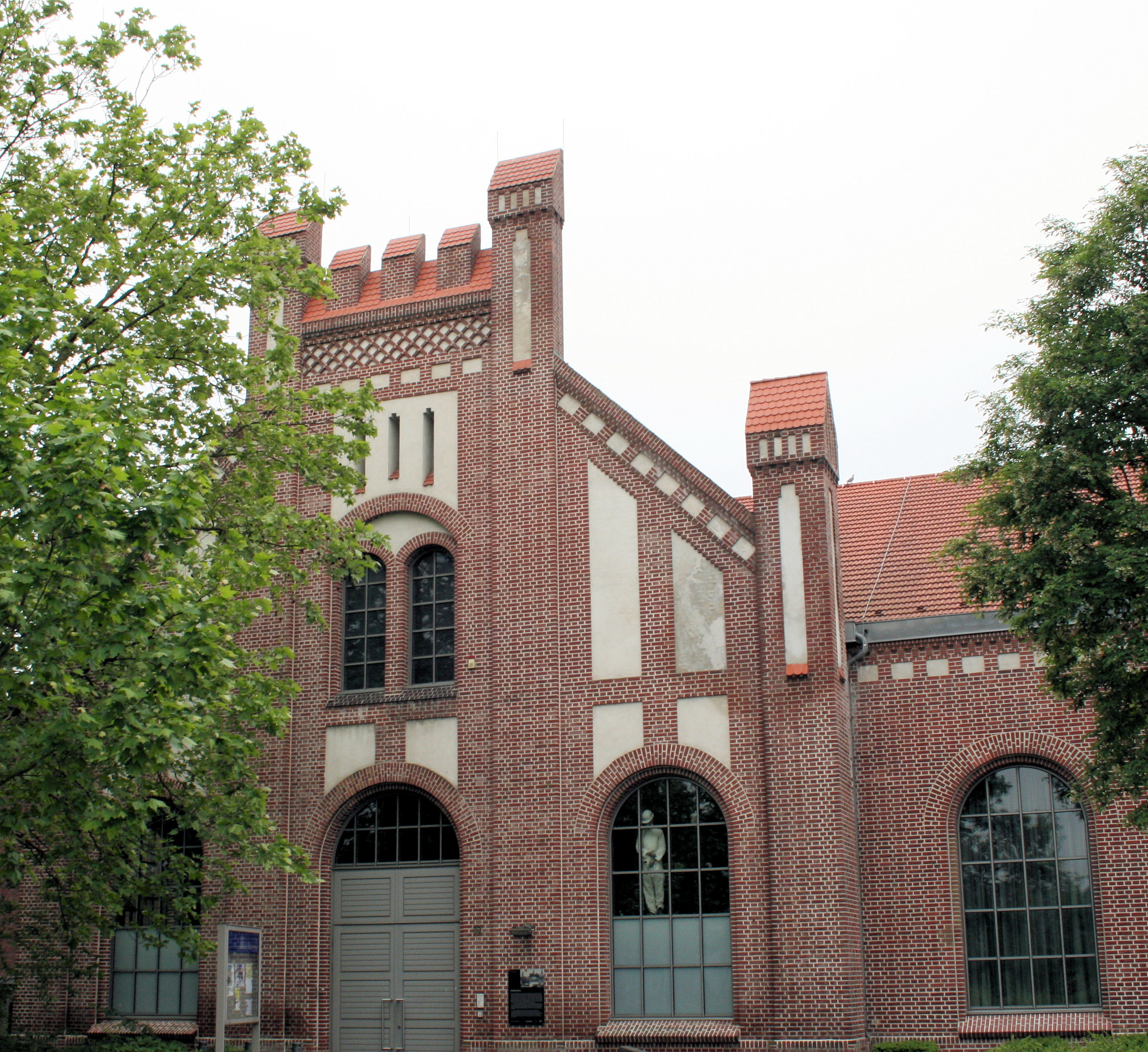
Alte Schmiede der Zeche Hansa

Knobbe studierte von 1887 bis 1890 an der Technischen Hochschule (Berlin-)Charlottenburg.
Er war von 1901 bis 1906 Leiter der Bauabteilung der Gelsenkirchener Bergwerks-AG (GBAG) in Gelsenkirchen-Ückendorf. Danach arbeitete er freiberuflich in Essen, zunächst bis zum Ersten Weltkrieg in Gemeinschaft mit dem Architekten Carl Nordmann.

## Bauten und Entwürfe
- 1902: Gebäude der Zeche Zollern II/IV (außer Maschinenhalle) in Dortmund-Bövinghausen
- 1903: Arbeitersiedlung Kolonie Landwehr zur Zeche Zollern II/IV in Dortmund-Bövinghausen
- 1903–1905: verschiedene Betriebsgebäude der Zeche Hansa in Dortmund-Huckarde (davon erhalten die sog. Alte Schmiede)
- 1903–1906: Wohlfahrtsgebäude in der „Alten Kolonie“ in Dortmund-Eving
- 1906: Lohnhalle der Zeche Westhausen in Dortmund-Bodelschwingh